# Neurofibromatózis

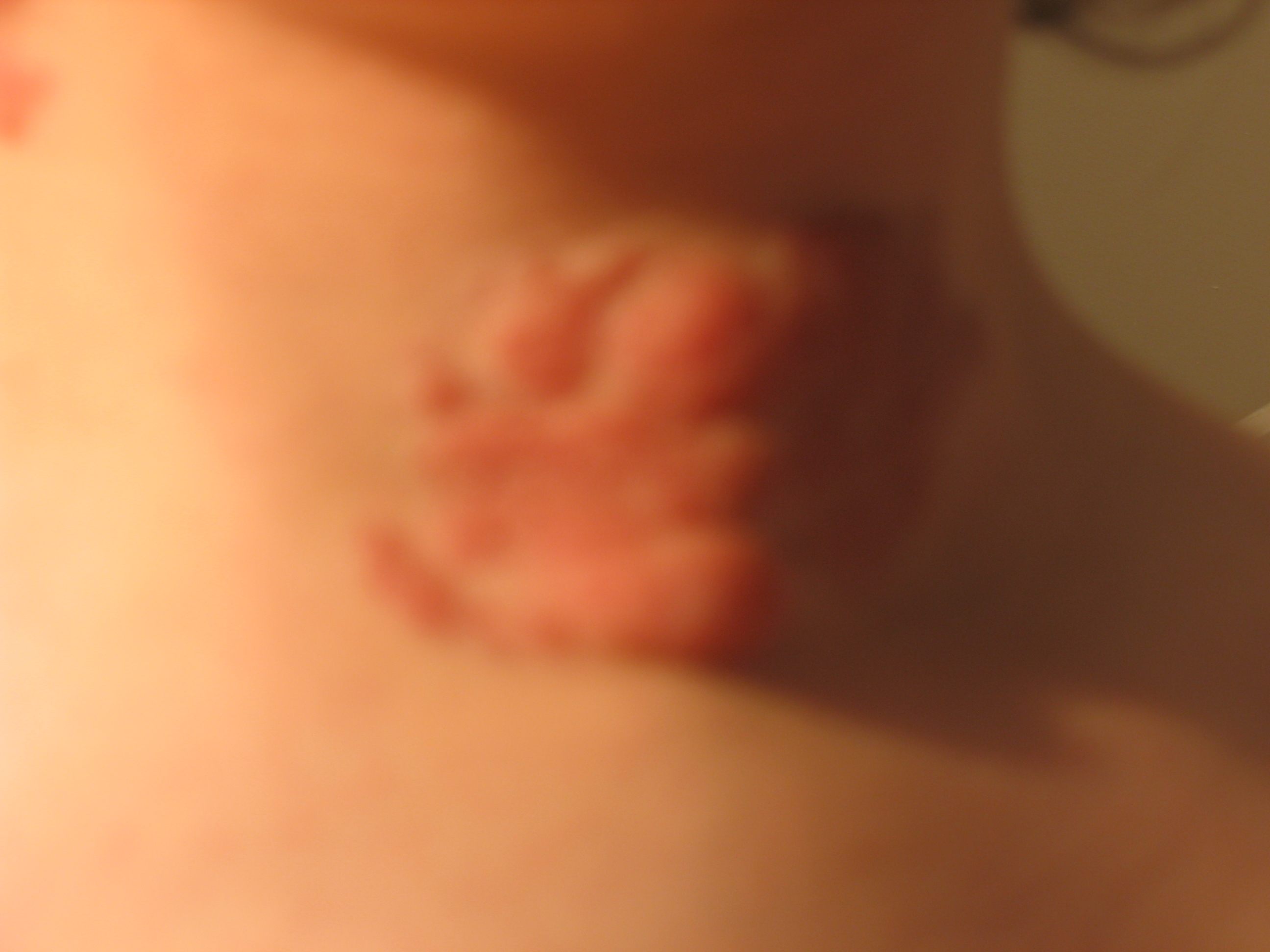
Neurofibróma

A neurofibromatózis (leírója után Recklinghausen-kór) egy olyan genetikai betegség – ezen belül RASopátiás betegség, amely bőrön többszörös csomók (ún. neurofibrómák) megjelenésével, egyéb bőrpanaszokkal és tumorok (akár benignus, akár malignus) kialakulásával jár. A neurofibrómáktól eltekintve, hat vagy annál több kávészerű folt már nagy valószínűséggel a szindrómára utal. A betegséget az idegrostokat körülvevő kötőszöveti sejtek túlburjánzása okozza. A genetikai eredetű betegség autoszomális dominánsan öröklődik.
Három gyakori formája van, az I-es típusú neurofibromatózis (vagy Von Recklinghausen-betegség), II-es típusú neurofibromatózis illetve a schwannomatózis.

## Előfordulási gyakorisága
NF-1: 1:3000
NF-2: 1:25 000
Swannomatózis: 1:40 000
Hat további, sokkal ritkább formája is ismert. 
Ezek a következők:
- NF-3 Kevert forma
- NF-4 Variáns (diffúz forma)
- NF-5 Szegmentális forma
- NF-6 Kizárólag multiplex café au lait foltok
- NF-7 Késői kezdetű forma
- NF-8 Nem klasszifikálható forma

A neurofibromatózist a neurokután szindrómák közé sorolják a Sturge-Weber szindrómával és a von Hippel-Lindau betegséggel együtt. Ez a korai medicina hibája, mivel akkoriban még nem tudták genetikai szempontból is vizsgálni a rendellenességeket.
Joseph Merrickről, az elefántemberről gondolták azt, hogy vagy I-es típusú neurofibromatózusban vagy elephantiasisban szenvedett. Azonban ma már úgy hiszik, a rendkívül ritka Proteus-szindróma keserítette életét.
- Magyar név: Neurofibromatózis
- Orvosi név: Neurofibromatosis
- BNO kód: Q8500

## Tünetek
Az érintett idegtől függnek; az általa ellátott területen működészavart (érzéskiesést, izomgyengeséget) okozhatnak. Ha a neurofibroma a koponyaüregbe terjed (acusticus neurinoma), életveszélyes állapotot okoz. Sokszor bőr alatti csomó tapintható. A bőrön sok esetben tejeskávé-színű, barna foltok láthatók. 
Elvégezhető vizsgálatok:
A gyanú a beteg fizikai vizsgálata során felvetődik. Az érintett idegeket komputertomográfiás (CT), magmágneses rezonanciás (MR) vizsgálattal, esetleg gerincvelő-festéssel lehet kimutatni.

## Kezelési lehetőség
Az akusztikus neurinoma időben történő felismerése érdekében rendszeres ideggyógyászat kontrollvizsgálatra el kell menni. Nem ismert olyan kezelés, amely meg tudja állítani a neurofibromatózis rosszabbodását vagy meg tudja gyógyítani azt, de az egyes daganatokat általában műtéttel el lehet távolítani, vagy besugárzással a méretét csökkenteni. Ha közel nőnek egy ideghez, akkor a műtéti eltávolítás során gyakran az ideget is ki kell metszeni. Mivel a betegség örökletes, családalapítás előtt genetikai tanácsadás javasolt. A betegség tüneteit tüneti kezeléssel lehet enyhíteni.
Javaslatok: Ha testén, bőre alatt csomókat tapint, mielőbb forduljon orvoshoz. Ha a betegséget diagnosztizálták, tünetmentes esetben is rendszeresen menjen vissza ideggyógyászati kontrollvizsgálatra. Genetikai tanácsadáson megtudhatja, veszélyeztetettek-e rokonai.

## Várható lefolyás
A betegség általában lassan, de folyamatosan súlyosbodik, de – ha a tüneteket okozó csomókat időben eltávolítják – normális életet lehet mellette élni és nem halálos.
A neurofibromatózis (von Recklinghausen-kór) örökletes betegség, amelyben a bőrben és a test más részein sok lágy, rendellenes idegszövet-növedék (neurofibroma) jelenik meg. 
A neurofibrómák a mielin-termelő Schwann-sejtek és a környéki idegeket (tehát az agy és a gerincvelő területén kívül elhelyezkedő idegeket) körülvevő és támasztó sejtek daganatos kinövései. A daganatok általában a kamaszkor után kezdenek megjelenni a bőr alatt érezhető kis csomócskák formájában.

### Tünetek és kórisme
A betegek kb. 1/3-a nem vesz észre tüneteket, és a betegséget először rutinvizsgálat során diagnosztizálják, amikor az orvos csomókat talál a bőr alatt, az idegek közelében. További 1/3-ban a betegséget akkor kórismézik, amikor a beteg kozmetikai problémájára keres megoldást. Sok betegnek ugyanis enyhe barna foltjai ("café au lait" – tejeskávé-foltok) vannak a mellkasán, a hátán, a medencetájékon, a könyöknél és a térden. Ezek a foltok már születéskor is meglehetnek, vagy csecsemőkorban jelennek meg. A bőrön 10 és 15 éves kor között különböző méretű és formájú, hússzínű növedékek (neurofibrómák) kezdenek megjelenni. E képletek száma lehet 10-nél kevesebb, máskor 1000-nél is több. Egyeseknél a daganatok csonteltéréseket is létrehoznak. Ilyen lehet a gerinc rendellenes hajlása (kyphoscoliosis), bordadeformitások, a láb és a kéz hosszú csontjainak megnagyobbodása, a koponya és az arc körüli csontdefektusok. A betegek fennmaradó 1/3-ában a betegséget akkor diagnosztizálják, amikor idegrendszeri zavarok jelentkeznek. 
A neurofibrómák a szervezet bármely idegét érinthetik, de előszeretettel nőnek gerincvelői ideggyököknél, ahol alig vagy egyáltalán nem okoznak problémát, viszont nagyon veszélyessé válhatnak, ha nyomják a gerincvelőt. Gyakoribb azonban, hogy a neurofibrómák a környéki idegeket nyomják, ami megzavarja eredeti működésüket. A neurofibrómák érinthetik az agyban futó idegeket is, ami vakságot, szédülést, süketséget és koordinációra való képtelenséget okozhat. A neurofibrómák számának növekedésével egyre több idegrendszeri szövődmény jelentkezik. 
A ritkább, 2. típusú neurofibromatózisban a fent leírtak mellett tumorok fejlődhetnek ki a belső fülben (akusztikus neurómák). A tumorok 20 éves kor körül hallásromlást, és néha szédülést okozhatnak.

## I-es típusú Neurofibromatózis (Recklinghausen-kór)
Meghatározás: polysystemás neuroectodermalis betegség, mely szabálytalan domináns öröklődést mutat. Gyakran spontán mutáció eredménye. Ritka betegség (1:3500).
Osztályozása a hibás kromoszóma szerint történik:
- Nf 1 (perifériás idegiforma) – a 17. kromoszóma hibás
- Nf 2 (kétoldali acusticus neurinoma fordul elő) – a 22. kromoszóma hibás

Tünetek: Testszerte a legkülönbözöbb helyeken cutan (vagy subcutan) elhelyezkedésű 2–3 mm átmérőjű bőrszínű vagy barnásvörös puha tapintású daganatok jelennek meg. Számuk súlyos eseteknél meghaladhatja a százat. Emellett mélyebben ülő fájdalmas csomók is láthatók. A diagnózis felállításához célzott vizsgálatok végezhetőek: biopszia, majd szövettani vizsgálat, melyen megfigyelhetőek a módosult Schwann-sejtekből és fibromákból álló lipoma tumor, kimutathatóak az S 100 és neuronspecifikus enoláz pozitív antitestek. Típusos klinikai kép esetén nem szükségesek, ha a következő kritériumok (Riccardi kritériumok) közül 2 jelen van:
- kültakarón 6 vagy több Café au lait folt
- 2 vagy több neurofibroma
- szeplők jelenléte a hónaljban vagy a lágyék tájékon
- opticus glioma
- az íriszben 2 vagy több hamartoma (Lisch-csomó)
- csont elváltozások (corticalis dysplasia)
- Nf-1 jelenléte elsőfokú rokonnál

Társuló betegségek: Más szervek is részt vehetnek a megbetegedésben a következő tünetekkel:
- gerincferdülés
- csöves csontokban cystás felritkulások
- írisz-csomó
- hamartoma (Lisch féle csomó)
- minden betegnél szemészeti panaszok is vannak.

Egy különösen nagy daganatok kifejlődésével jár a betegség plexiform változata, amire több példát mutat be a Johns Hopkins University Dermatlas az interneten
Ezeket a nagyobb kocsányosan lógó és fájdalmas tumorokat műtétileg el lehet távolítani, ha azok száma nem túlságosan nagy.

### Klinikai ajánlások az NF1-betegek kezeléséhez
Ezeket a vezérelveket a Brit Neurofibromatosis Társaság (UK Neurofibromatosis Association) szakértői és munkatársai állították össze, és Prof. Mautner és munkatársai fordították le németre és bővítették ki. Ezeket az irányvonalakat átdolgozták a laikusok számára és klinikailag bizonyított és publikált adatok alapján, valamint azon orvosi ajánlások alapján tették ezt, melyek az NF betegek kezelésének tapasztalatait összegyűjtve tartalmazzák.
Az anyag lefordítását magyarra az NF Magyarország szakmai fordítója végezte. Az ajánlás nyilvánosan terjeszthető.
Az ajánlásokat a következőkben fokozatba soroljuk és az alábbi szövegben, a zárójelben lévő feliratnak megfelelően (…) jellemezzük.
(A) Kontrollált, véletlencsoportosítású vizsgálatsorozatok kontrollcsoportokkal és többszörösen áttanulmányozott irodalmi háttérrel.
(B) Klasszikus klinikai vizsgálatsorozatok egy kiválasztott NF1 betegcsoportban kevésbé jól megalapozott irodalmi háttérrel.
(C) Egyes orvosok vagy szakértői csoportok neurofibromatosisokkal kapcsolatos ajánlásai.
Ez azt jelenti, hogy egy olyan ajánlást, ami A betűvel jelölünk, jól alátámasztanak a tudományos vizsgálatok, míg a C típusú ajánlások „csak” a neurofibromatosis szakértők tapasztalatain alapszanak. A B ajánlások a két kategória között vannak.
Bevezetés (B)
Az I-es típusú neurofibromatosis (NF1) gyakran jelentkező autosom dominánsan öröklődő megbetegedés. Az NF1 gén meglévő károsodása esetén az utódok 50%-a hordozza. Az NF1 1 / 2500-3000 élveszületés-gyakorisággal lép fel.
A betegség főleg a bőr és a perifériás idegrendszer területén mutatkozik. Az esetek kb. fele először egy családban jelentkezik anélkül, hogy az NF1 beteg édesapja vagy édesanyja érintett lenne. A kísérőjelenségek sokfélék és a testen mindenütt manifesztálódhatnak. Az NF1 kifejezettsége és súlyossága eltérő egy családon belül. Az NF1 érintetteknél különösen nagy a jóindulatú és a viszonylag ritka rosszindulatú daganatok jelentkezésének a kockázata. Az NF1 mozaikok olyan genetikai elváltozások, amelyek a test „csupán” néhány sejtjében lépnek fel és atípusos NF1 formához vezethetnek. Az hogy a test milyen területei lesznek érintettek, attól függ, hogy a mutáció (az NF1-ért felelős genetikai elváltozás) az embrionális időszak melyik időpontjában jelentkezik. Az még nem tisztázott, hogy az NF1-ben milyen gyakoriak a mozaikképződések. Mint már említettük, az NF1 génben lévő téves genetikai információ az utódok 50%-ra továbbadódik.
Az 1-es típusú neurofibromatosis diagnosztikai kritériumai (B)
- Az alábbi kritériumok közül kettőre vagy többre van szükség az NF1 biztos diagnosztizálásához. Legalább 6, gyermekeknél > 0,5 cm, felnőtteknél pedig 1,5 cm átmérőjű „Café-u-lait-Flecken” (tejeskávé színére emlékeztető folt a bőrön)
- 2 vagy több csomó a bőrön (kutan vagy subcutan neurofibroma) vagy egy plexiform neurofibroma a bőrön vagy a testben (jóindulatú daganat, amelyik hálószerűen nő az idegek mentén).
- Szeplőrajzolat a hónaljban vagy a lágyéktájékon (ún. axillaris vagy inguinalis szeplősödés)
- Egy opticus glioma (a látóideg „jóindulatú” daganata)
- Legalább 2 iris csomó (Lisch csomónak vagy iris hamartomának is nevezik – a szem szivárványhártyáján lévő ártalmatlan festékhalmozódás)
- Csont-deformitások (pl. az arckoponya egy csontjának a hiánya, ékcsont aplasia, ill. dysplasia), a hosszú csöves csontok és gyakran a síp- és lábikracsont meggörbülése pseudoarthrosissal vagy a nélkül „(ál – nem valódi – izületképződés”) gyakran a síp vagy vádli csonttörések után).
- Elsőfokú rokon NF1 betegséggel.

Az első diagnózis (C)
Az első diagnózis-felállítást egy olyan orvos (genetikus, gyermekgyógyász, ideggyógyász, bőrgyógyász vagy általános orvos) végezze, akit megbíztak az NF1 diagnózisának a felállításával.
A klinikai diagnózist a következők erősítik meg:
- Részletes családi anamnézis
- Bőrvizsgálat
- A hosszú csöves csontok és a gerincoszlop vizsgálata
- Általános fizikális és neurológiai vizsgálat
- Szemészeti vizsgálat és réslámpa-vizsgálat. Az utóbbi nem szükséges, ha a diagnózis nyilvánvaló a fenti kritériumok alapján.
- Az olyan nem specifikus kritériumok, mint egy gyerek lemaradása a fejlődésben, a motoros korlátozódások vagy egy tölcsérmell jelentkezése alátámaszthatja az NF1 gyanúját a nem tökéletes kifejeződésű ismertető jegyek mellett.

Megjegyzés: a koponya MRT (mágneses rezonancia tomográfia) nem rutinvizsgálat. Pl. akkor javallott, ha egy gyerek neurológiai deficiteket, magatartászavarokat, látótér defektusokat, vagy rosszabb látást mutat. A 8-16 éves NF1 gyermek-betegeknél különösen gyakran látunk jóindulatú, fejlődésfüggő agyi elváltozásokat (hamartoma). Ezen elváltozások megléte egyes esetekbe segíthet a diagnózis végleges megerősítésében. Általában véve ezen okokból egy neurofibromatosist ismerő orvos segítségét lehet kérni a koponya MRT elvégzése előtt.
Ha egy olyan gyermek, akinek a családjában eddig nem volt NF1, 6 vagy több tejeskávéfoltot mutat, felvetődik nála az NF1 megbetegedés gyanúja. Ebben az esetben a gyereket ugyanolyan gondosan kell megfigyelni, mintha NF1-től érintett lenne. Egyes esetekben az NF1 más jelei csak a fiatalkor kései szakaszában vagy a felnőttkor elején alakulhatnak ki. A réslámpa-vizsgálat – az iris csomók kimutatása céljából – sokat segíthet ebben a csoportban.
A négyéves vagy idősebb, 3-5 tejeskávéfolttal igen, de más NF1 jellemzőkkel nem rendelkező gyerekeket egy NF szakrendelésen kell megmutatni, mivel ők egy ritka NF formától érintettek lehetnek. Azoknál az érintetteknél, akiknél a klinikai tünetek nem egyértelműek, adott körülmények között, a mutáció-elemzés vagy az egyéb genetikai eljárások tisztázhatják a diagnózist.
A klinikai problémák vizsgálata és kezelése (C)
Minden NF1-től érintett felnőttet és gyermeket évente legalább egyszer meg kell vizsgálni. A beteggel tudatni kell az általános orvosok vagy a specialisták elérhetőségét. Az önsegítő csoportok segíthetnek a megfelelő orvosok felkeresésében.
Az alábbi pontokat minden látogatáskor dokumentálni kell:
- Iskolai pályafutás, tanulási zavarok, fejlettségi állapot (gyermekeknél)
- Szemfenék-vizsgálat és látóképesség (gyermekeknél)
- Testmagasság (gyermekeknél)
- Fejkörfogat (gyermekeknél)
- Testsúly (gyermekeknél)
- Késleltetett vagy korai pubertásfejlődés
- Hasűri ultrahang
- Vérnyomásmérés (gyermekeknél és felnőtteknél)
- A gerincoszlop vizsgálata (gyermekeknél és olyan felnőtteknél, akiknek ismert scoliosisuk van vagy plexiform neurofibromáik vannak a gerincoszlop területén)
- A bőr vizsgálata (gyermekeknél és felnőtteknél)
- További diagnosztikai vizsgálati eljárások bevezetése a specifikus panaszokkal járó tünetek vagy klinikai gyanúállapotok esetén (pl. csontröntgen, neuropszichológiai vizsgálati eljárások).

Bőr (B, C)
A neurofibromák olyan jóindulatú elváltozások (perifériás ideghüvelyi tumorok), amelyek a bőrre lokalizálódva (kutan vagy subkutan neurofibroma) háló vagy csomószerűen plexiform neurofibromaként a bőrön vagy egy ideg mentén léphetnek fel.
A kutan neurofibromák
- Általában nem alakulnak át rosszindulatú elváltozássá
- Tinédzser vagy fiatal felnőttkorban alakulnak ki (időnként kora gyermekkorban is)
- Különböző számban lépnek fel az érintetteknél
- Olyan viszketési ingert okozhatnak, amelyik nem reagál mindig az antihisztaminokra: az érintetteknek ezért kerülniük kell

a nagy hőséget és a bőrápoló szereket
- Átmeneti égést / szúrást okozhatnak
- A ruhához tapadhatnak, ill. a ruhával összeakaszkodhatnak
- Kozmetikai problémát okoznak
- Pszichés károsodásokat idézhetnek elő.

A neurofibromákat el kell távolítani, ha a fent említett problémák közül egy vagy több jelentkezik. Az érintetteket olyan sebészekhez kell küldeni, akiknek tapasztalataik vannak a neurofibromák eltávolítása terén. A plasztikai sebészeknek az arcon és a nyak területén lévő neurofibromákat kell vizsgálniuk. Eddig még nincs olyan vizsgálat, amelyik a neurofibromák eltávolításában a lézerkezelés egyértelmű előnyét mutatná a konvencionális sebészeti eltávolításával szemben. Mindent összevetve a neurofibromák nagy része könnyedén eltávolítható lézerrel. Az eltávolítás módjától függetlenül NF1-ben általában fennáll a felesleges hegszövet-képződés (hipertrophias hegképződés) veszélye, úgyhogy ez gyakran kevésbé szép hegeket idézhet elő. Ezen kívül a neurofibromák – a tökéletlen eltávolítás esetén – későbbi időpontban ugyanazon a helyen jelentkezhetnek.
Subkutan neurofibroma
- A bőr tapintásakor érezhetők, érintéskor fájdalmasak lehetnek
- Ritka esetekben a csomó rosszindulatú elváltozása alakulhat ki
- Ha eltávolításra kerül sor, ki kell kérni egy NF1-specialista, egy lágyrész-sebész és / vagy egy idegsebész véleményét, hogy az eltávolítás lehetőleg ne vezessen neurológiai kiesésekhez.

Plexiform neurofibroma
- Egy ideg mentén hálószerűen nőnek és több idegtörzset vagy ágat támadhatnak meg
- Csomószerűen képződhetnek, vagy több kis tumorból jönnek létre az ideg-főtörzsekben
- Csont- vagy lágyrész-felszaporodásokkal együtt léphetnek fel. A felszaporodások növekedési rátája azonban nem jelezhető előre.
- Az arcban a növekedésük miatt az első három életévben aszimmetria alakulhat ki.
- Kb. 10% a veszélye annak az életben, hogy egy plexiform neurofibroma rosszindulatú daganattá alakul át a leggyakrabban az élet harmadik-negyedik évtizedében.
- E neurofibromák különböző olyan növekedési típusokhoz sorolhatók, amelyek fontosak a prognosztikai értékelés és a műtéti ellátás szempontjából: felületi, szorító és a szövetbe hatoló a pusztítóig terjedően (invazív vagy infiltratív).

Az NF1-től érintettek gyorsan kérjenek tanácsot a szakértőktől, ha a plexiform neuromával kapcsolatosan az alábbiakat tapasztalják:
- Egy hónapnál tovább tartó maradandó fájdalom
- Újonnan fellépett neurológiai deficitek
- A szövetstruktúra megváltozása
- Gyors méretnövekedés

Ezeket a tüneteket egy nem látható vagy nem tapintható plexiform neurofibroma is előidézheti. Nagyon nehéz lehet a jóindulatú neurofibromák eltávolítása a helyzetük és a közelükben lévő környező struktúrák és idegek, valamint azok erezettsége miatt. A képzett lágyrész- vagy plasztikai sebész általi eltávolítás előtt a neurofibromatosis kezelésében jártas orvos tanácsát ki kell kérni.
Látóképesség (B)
A látóképesség problémái az NF -es betegeknél különböző módon nyilvánulnak meg.
- Fokozott belső szemnyomás (glaukoma)
- Olyan torz ékcsonti (os sphenoidale) képződmények, amelyek kitüremkedéshez (proptosis), előnyomuláshoz (exophtalmus) a szemgolyó visszahúzódásához (enophtalmus) – mozgáskorlátozódással vagy a nélkül – vezetnek.
- Olyan plexiform neuroma, ami miatt a felső szemhéj is érintett lesz.
- Az opticus gliomák (angolul: optic pathway gliomas; rövidítve OPG) jóindulatú daganatok a látóideg (nervus opticus) területén és a szövettani vizsgálatok során általában „pilocytas astrocytomának” minősítik őket. Általában és rendszerint a hétévesnél fiatalabb gyermekeknél jelentkezik, és többnyire nem fájdalmas. Kísérő jelenség lehet a látóideg pusztulása miatti vakulás (opticus atrophia), a gyengébb színlátás, a pupilla (károsodás) és a látótér-korlátozódás, a kancsalítás, a proptosis (előreesés), és a hormonzavarok ill. kiesések léphetnek fel az agyalapi mirigy (hypophysis) károsodása miatt.
- A kisgyerekek nem panaszkodnak a látásvesztésről, ezért a szülőknek kell tájékoztatást adni ezekről a lehetséges problémákról.
- Minden 16 évesnél fiatalabb gyermek évenként szemészeti kontrollt igényel.
- 3 éves kortól mérhető a látóképesség.
- A színlátás 7 éves kortól vizsgálható.
- A látótér 8 éves kortól vizsgálható.
- Nem feltűnő látóképességű gyerekeknél a fej MRT vizsgálata egy OPG kizárására nem javallott. Ha rosszabbodik a látóképesség vagy proptosis vélelmezhető, MRT-t kell végezni, és feltétlenül szakértői véleményt kell kérni egy OPG kezelésével kapcsolatosan.
- A felnőtteket szükség szerint szemészhez kell küldeni.

Kogníciós és viselkedési zavarok (B, C)
Az észlelési és a feldolgozási problémák gyakoriak NF1-ben. A vizsgálatsorozatokban megállapították a hiperaktivitással járó és anélküli figyelemhiányos szindróma (ADS) jelentkezésének a nagyobb gyakoriságát. Az alacsonyabb intelligenciahányadosra (IQ) utaló tendencia is fennáll. A csökkent értelműség (>70 IQ) ritkán lép fel. Az NF1-ben a tanulási zavarok komplikáltak lehetnek az olyan motoros ügyetlenség vagy részteljesítmény-gyengeségek miatt, mint amilyen az olvasás vagy a helyesírás zavarai (LRS). A viselkedés-zavarok, pl. olvasászavarokhoz vezethetnek, és tartalmilag magukban foglalhatják a társadalmi normák elsajátításának a gyengébb képességét.
- Egy alapos fejlődésvizsgálatot olyan korán kell elvégezni, amilyen korán csak lehetséges és lehetőség szerint a beiskolázás előtt – és az iskolai eredményességtől függően – legalább évente egyszer a klinikai vizsgálaton megjelenéskor.
- A feltűnő gyerekeknél egy neuropszichológiai vizsgálat után a teljesítőképesség értékelésének kell következnie, és ennek eredményeképpen pl. egy kisegítő osztály látogatásának. Emellett kiemelten kell figyelni a koncentráló képességet, és a figyelem tartósságát pszichológiai tesztekkel kell vizsgálni.
- Ajánlott a szoros együttműködés az iskola, az iskolapszichológusok valamint a gondozó terapeuták és az orvosok között.
- A szülőket ki kell kérdezni az ő saját írási és olvasási képességeikről. Ha súlyos deficitek állnak fenn, akkor a szülőket magukat is, oktatni kell azért, hogy hathatósabban támogathassák a gyerekeiket.

Neurológiai problémák (B, C)
Az NF1-ben esetlegesen fellépő neurológiai problémák (az idegrendszer működését érintő betegségek) a következők:
- Az agyi erek megbetegedései (pl. agyvérzések, vérkeringési zavarok)
- Agyi malformáció
- Tumorok, főleg OPG és glioma más agyi területeken, ritkán medulloblastoma (rosszindulatú agydaganatok)
- Rohamokkal járó betegségek (epilepsziákat, komplex fokális rohamokat sejtetnek)
- A plexiform neurofibroma kifejtette nyomás a perifériás idegekre, a gerincvelői ideggyökökre (spinalis ideggyökök) és a gerincvelőre
- Zsibbadás vagy bizsergésérzés a karokban és a lábszárakban (neuropathiák), szimmetrikusan (kétoldalt) és a testtől távolabb (distalisan) azaz a kezekben, az alkarokban, a lábfejekben és az alsó lábszárakban lép fel és enyhe lefolyású.

Az éves vizsgálatkor neurológiai vizsgálatot is végezni kell. Egy tisztázatlan neurológiai tünet esetén a beteget neurológushoz vagy gyermek-neurológushoz kell küldeni.
Gyorsan tanácsot kell kérni, ha akut vagy fokozódó érzékelési zavarok, motoros kiesések (pl. bénulások), egyensúlyzavarok vagy hólyagürítési zavarok lépnek fel. A fejfájás a felnőtteknél reggeli hányással és a fokozódó vagy gyakoribb tudatzavarok felkeltik a gyanúját az intracranialis nyomás (köznyelvben agynyomás) fokozódásának. A fokozott agynyomás akkor jön létre, ha az agyvíz valamilyen okból nem cirkulálhat.
Pszichológiai problémák (B, C)
Azok a kozmetikai károsodások, amelyek a neurofibroma miatt a bőrön vagy a nagyobb kívülről is látható plexiform neurofibroma miatt jönnek létre, pszichés problémákhoz vezethetnek. Még a megbetegedés előre meg nem jósolható lefolyása is terhelheti az érintetteket. A szorongás és a depresszió tüneteit pszichoterápiával vagy gyógyszerekkel, (pl. antidepresszánsokkal) kell kezelni. Az NF specialistáknak, a pszichoterapeutáknak, a pszichiátereknek és az egyéb szociális intézményeknek ideálisan együtt kell működniük és a pszichológiai probléma megoldása közben egymást támogatóan kell fellépniük. Ez vonatkozik a házastársra és az élettársra is, ha már egyszer felvilágosították a betegségről.
Rákos megbetegedések (B)
Fennáll a fokozott veszélye a rosszindulatú perifériás ideghüvelyi tumor (röviden MPNST), a rhabdomysarcoma (olyan rosszindulatú gyermekkori daganat, amelyik gyakran a kismedencében fordul elő) és egyes leukémia típusoknak (vérrák).
A pheochromocytoma (egy többnyire jóindulatú mellékvesekéreg-daganat) ritka esetekben rosszindulatú lehet, és áttéteket növeszthet. Az opticus glioma és az egyéb agyi gliomák általában nem mutatják a rosszindulatú növekedés tulajdonságait, jóllehet a lassú méretnövekedés ronthatja a látóképességet. Erre is vonatkozik az, hogy ritka esetben rosszindulatú glioma alakulhat ki.
Ortopédiai problémák (C)
- A hosszú csöves csont meggörbülése egy nem valói instabil ízület kialakulásával (pseudoarthrosis) vagy a nélkül a gyermekkor legkorábbi szakaszában alakul ki, de akkor már nem jelentkezik, amikor a gyerek elsajátítja a biztonságos járást.
- Az oldalsó gerincoszlopi görbületek esetében egyszerű (idiopathiás scoliosis) vagy komplex formák alakulhatnak ki csontelváltozásokkal (dystrophias scoliosis). A nekik alapot adó plexiform neurofibromákkal léphetnek fel. Súlyos esetekben a tüdőfunkció is károsodhat. A dystrophias lefolyások kiegészítő „púpképződéssel” (kyphosis) együtt lépnek fel.
- Egy NF1-től érintett gyermeknél évente egyszer ellenőrizni kell a gerincoszlopot. A scoliosistól érintetteket ortopédiai gondozásra is el kell küldeni.

Szív- és keringési rendszeri problémák (C)
Ezek lehetnek veleszületett szívhibákat, szívritmuszavarok és a magas vérnyomás. A kezelőorvosnak a fent említett betegségek gyanúja esetén körültekintő szívvizsgálatot kell végeznie / végeztetnie, és pl. a tisztázatlan szívzörejek fellépésekor szívultrahang-vizsgálatot (echokardiográfia) . A beteget ilyenkor belgyógyászhoz vagy kardiológushoz (szívspecialista) kell utalni.
Magas vérnyomás
- A vérnyomást évente ellenőrizni kell. Felnőtteknél a vérnyomásnak általában 140/90 Hgmm alatt kell lennie, a célszervi károsodásoktól vagy a Diabetes mellitustól (cukorbetegség) érintetteknél pedig 130/85 Hgmm alatt.
- A vérnyomást a felső és az alsó végtagokon kell mérni azért, hogy kizárhassuk a közvetlenül az aortaív mögötti esetleges aortabillentyű-szűkületet (aortisthmusstenosis).
- Azt a magas vérnyomást, amelyik a túlsúly esetében keletkezik (esszenciális magas vérnyomás) ugyanúgy kell kezelni, mint az NF1-től nem érintett betegeknél.
- A vese-erek szűkületét (vese artéria stenosisok) gyermekeknél, fiatal felnőtteknél és terhes nőknél valamint a rosszul kontrollált / beállított idős magas vérnyomásos betegeknél és hasi zörejekkel (abdominalis stenosis zajok) rendelkezés esetén egy szakcentrumnak kell kizárnia.
- Terhes NF1-érintetteknél, maradandó (refrakter) vagy hirtelen változó paroxysmalis) magas vérnyomásos betegeknél, az olyan szívritmuszavaroktól, mint amilyen a soron kívüli szívverés (paroxismalis papitatiok, extrasystolék), a fejfájástól, a szédüléstől és a verejtékezéstől érintetteknél pheochromocytomára (a mellékvesekéreg adrenalint termelő daganata) kell gondolni.
- A 24 órás gyűjtött vizeletben lévő katekolamint pheochromocytoma irányában kell vizsgálni, vagy maradandó magas vérnyomásban kontrollálni.

Megjegyzés: Ha alkalmanként heves fejfájás, verejtékezés vagy szívpanaszok lépnek fel, a pheochromocytoma iránydiagnózisának kizárása vagy megerősítése szempontjából fontos, hogy a magas vérnyomás fázisában vizeletgyűjtés történjék. Ha fennáll a pheochromocytoma erős gyanúja, beutalót kell adni egy szakközpontba az alapos vizsgálat vagy egy kezelés bevezetése céljából. Egy pheochromocytoma műtéti kezelése előtt állandó gyógyszeres kezelésre (alfa és béta receptorblokkolók) lesz szükség. A pheochromocytomás betegeknél ezen kívül duodenalis karcinoma (vékonybélrák) is felléphet, ezért ki kell zárni.
Terhesség (C)
Nagyon fontos a gyakori találkozás a szülésben segédkezők és az NF specialisták között.
- Ha a nőbetegnél ismert az epilepszia, gyógyszeres kezelésre (antikonvulzáns szedés) és a nőbeteg nagyon gondos ellenőrzésére lesz szükség az egész terhesség alatt. Azoknak a nőbetegeknek, akik antikonvulzánsokat (görcsrohamokat elnyomó gyógyszerek) szednek, napi 5 mg fólsavra lesz szükségük azért, hogy a megtermékenyülés egyáltalán lehetséges legyen.
- A terhesség alatt a neurofibromák száma és mérete növekedhet. Ha nő a spinalis neurofibroma mérete, gerincvelő kompresszió alakulhat ki.
- A veseartéria stenosisok és a pheochromocytoma oka lehet a terhesség alatti magas vérnyomásnak (ld. fentebb).
- A medencei területen lévő neurofibroma szűkítheti a szülőcsatornát, ezért legkésőbb a terhes-gondozás során el kell végezni a hasüreg és a hüvely UH vizsgálatát.
- A terhesek a korán fellépő komplikációk miatt szülés körüli gondozást és évente két kontrollvizsgálatot igényelnek egy megbetegedés kizáráshoz. Ha a második életévig nem mutatkoznak jelek, az NF1 valószínűtlen, de egy záró-vizsgálatot el kell végezni az ötödik életévben.

A szülés előtti diagnosztika (C)
A praenatalis vizsgálat szükséges, ha a genetikai elváltozás (mutáció) ismert, vagy az érintett egyén tumor anyaga rendelkezése áll. A betegség kifejeződésének a súlyosságát nem lehet előre jelezni. A gyermekvállalás megvalósítása előtt minden NF1 érintettnek a partnerével együtt genetikai vizsgálaton kell részt vennie. Az egy pár gyermek utáni vágyát taglaló megbeszélésen tisztázni kell az NF1-ben jelentkező lehetséges komplikációkat. A párt azért tájékoztatni kell arról, hogy az NF1-től érintettek többsége normális minőségű életet élhet még akkor is, ha lehetségesek a különböző károsodások. Adott körülmények között az is fontos, hogy a partner – a megfelelő készségekkel rendelkezvén – szem előtt tartsa a lehetséges komplikációkat, és ezeket együtt viseljék. Végül a tanácsadásnál az NF1-ről szólván – a család helyzetét és az eddigi komplikációkat is figyelembe kell venni.

## II-es típusú Neurofibromatózis
Meghatározás:A nyolcadik agyideg vesztibularis (hallóidegi) részének schwannomája. Autoszomális dominánsan öröklődő betegség, klinikai képe változó. Gyakorisága: 1:40000-hez.
Tünetek: hallásromlás, egyensúlyzavar, látászavar, esetlegesen igen ritka bőrelváltozások (Café au lait folt) illetőleg apró bőralatti neurofibromák. A diagnózis felállítása ezen tünetek alapján történik. A betegség viszont ép hallás mellett is fennállhat és fiatal felnőttkorban látászavar is kialakulhat (esetlegesen első tünetként).
Általános vizsgálatok: A beteg fizikai vizsgálatával neurofibromák testszerte előforduló manifesztáció után is kutatnak, általában fül-orr-gégészeti, neurológiai, szemészeti státus felvétele szükséges. Ezenkívül célzott audiológiai vizsgálatok is végezhetőek: hallás küszöb vizsgálat, akusztikus impedancia vizsgálat (stapedius reflex-fáradás), agytörzsi akusztikus válasz-vizsgálat (BERA). Ezek ép hallás esetén is elvégezendőek a nyolcadik agyideg korai érintettsége miatt. Képalkotó vizsgálat a koponya MR Gadolinium kontrasztanyaggal. Kiegészítő vizsgálatok: vesztibularis vizsgálat: pupilla tágítás után, rés lámpával észlelhető hátsó lencsehomály a legkorábbi tünet is lehet (18 éves korban is), DNS-Markerek használata, gén hordozók felismerése, terhességi monitorozás.
Szövődmények: teljes süketség, súlyos egyensúlyzavar, faciális ideg parézise (bénulása), mozgászavar, paravertebralis lokalizációjú neurofibromák esetén hemiplegia (féloldali bénulás).
Terápiák célkitűzése: a daganat eltávolítása és komplex hallásrehabilitáció. A műtéti kezelés az idegsebésszel közösen a daganat eltávolításából és agytörzsi implantátum beültetéséből áll. A kezelés komplikációi: agy-gerincvelői folyadék csorgása, facialis parézis. A terápia sikertelenségének lehetséges okai: technikai hiba, implantátum befogadási elégtelenség, eredménytelen hallás rehabilitáció.
A neurofibroma-recidíva kizárása, rendszeres ellenőrzés szükséges, recidíva előfordulhat és ez ismételt műtétet tesz szükségessé.
A prognózis nem jó, attól függ, hogy testszerte milyen lokalizációban fordulnak elő neurofibromák. Az 50. életkor után jelentkező formában a sikeres műtéti
daganateltávolítás után az élettartam nem rövidül. A fiatalkori formában azonban a rendszerinti multiplex neurofibromatosis kórjóslata nem jó.
Familiáris nyomon követés és a betegek rendszeres ellenőrzése képalkotóval (PET vagy koponya MR) szükséges. Ajánlott a genetikai tanácsadás, valamint klinikák és gyógyintézetek audiológiai
szakrendelése.
Alternatív kezelés: az úgynevezett Gamma-kés alkalmazása kísérelhető meg.

## Schwannomatózis
A schwannomatózis a neurofibromatózis ritka formája, amelyet csak nemrég fedeztek fel, és úgy tűnik, hogy 40000 emberből 1-et érint.
Csakúgy, mint az NF1 és NF2 esetében, a schwannomatózis is nagyon eltérő lefolyású az egyes betegeknél.
Mivel csak nemrég azonosították ezt a betegséget, és mivel elég kevesen szenvednek benne, mostanáig elég nehezen tudták diagnosztizálni. 
Így a betegségre vonatkozó diagnosztikai kritériumok is elég vázlatosak még, s idővel bővülni fognak, ahogy egyre újabb eseteket fedeznek fel.

## NF Magyarország
A Neurofibromatózisos Betegek és Segítőik Társasága mintegy négyezer neurofibromatózisban szenvedő beteg képviseleti társadalmi szervezete. 2005 –ben mint önsegítő csoport, egy házaspár Bach Rezső és Szalontai Erzsébet közreműködésével jött létre. 
A közhasznú egyesület öt év előkészítő munka után 2010-ben alakult. Az szervezet célja az országos, egységes, magas színvonalú NF-es ellátás megteremtésében való közreműködés, az NF-es betegek érdekképviselete, felvilágosító munka az érintett betegek körében és az egész társadalomban. A szervezet 2005 óta aktívan vállalja betegtársai sorsának jobbá tételét, egészségügyi, szociális problémáik megoldását.
A szervezet elérhetőségei:
NF Magyarország – NF Hungary
Elnök: Bach Rezső
E-mail: info@neurofibromatozis.com
Honlap http://www.neurofibromatozis.com Archiválva 2010. április 26-i dátummal a Wayback Machine-ben

## Hazai kutatások
Nemzeti NF Regiszter
Az NF Nemzeti Regiszter a neurofibromatózis magyarországi szakértőinek felvetésére 2011-ben jött létre az NF Magyarország szervezésében. A program a betegek finanszírozásával valósult meg, ami 6 hónap előkészítő és programozói munkát igényelt.
A szervezési munkákat, illetve a regiszter anyagi hátterének jelentős részét Bach Rezső és Szalontai Erzsébet, az NF Magyarország alapítói vállalták magukra.
A Regiszter célja: az országos, egységes, magas színvonalú NF-es ellátás megteremtésének elősegítése. A szakemberek, kutatók segítése az adatok gyűjtésével és rendszerezésével, illetve statisztikák készítése egy adatfeldolgozást biztosító internetalapú rendszerrel.